# Karl Weidmann
Karl Weidmann, né le 4 juillet 1931, est un rameur suisse.

## Biographie
Karl Weidmann dispute l'épreuve de quatre barré aux côtés de Rico Bianchi, Heinrich Scheller, Émile Ess et Walter Leiser aux Jeux olympiques d'été de 1952 d'Helsinki et remporte la médaille d'argent.